# رحل في ستين ثانية (فلم)
رحل في ستين ثانية (بالإنجليزية: Gone in Sixty Seconds) فيلم إنتاج عام 2000 من نوع أفلام الحركة، من بطولة نيكولاس كيج وإخراج دومينيك سينا، وهو بمثابة إعادة إنتاج لفلم عام 1974 ذي الاسم نفسه،
صُور الفلم في هميلتون، أنتاريو، كندا.

## روابط خارجية
- مقالات تستعمل روابط فنية بلا صلة مع ويكي بيانات